# Conforme levering
In een koopovereenkomst is er sprake van conforme levering wanneer de verkoper aan de koper een zaak levert die met de overeenkomst in overeenstemming is en alle kenmerken en hoedanigheden vertoont die in het contract werden vooropgesteld (art. 1604, eerste lid Burgerlijk Wetboek).
Indien dit niet het geval is, spreekt men van een niet-conforme levering.